# Vellinge-Månstorps församling
Vellinge-Månstorps församling är en församling i Skytts och Vemmenhögs kontrakt i Lunds stift. Församlingen ligger i Vellinge kommun i Skåne län och utgör ett eget pastorat.

## Administrativ historik
Församlingen bildades år 2002 genom sammanläggning av Arrie, Eskildstorps, Gessie, Hököpinge, Mellan-Grevie, Södra Åkarps, Vellinge, Västra Ingelstads och Östra Grevie församlingar. Församlingen utgör sedan dess ett eget pastorat.

## Kyrkor
- Arrie kyrka
- Eskilstorps kyrka
- Hököpinge kyrka
- Mellan-Grevie kyrka
- Södra Åkarps kyrka
- Vellinge kyrka
- Gessie kyrka
- Västra Ingelstads kyrka
- Östra Grevie kyrka